# Hitradio Ö3
Hitradio Ö3 is een Oostenrijks radiostation van de publieke omroep ORF. De zender is door het hele land te ontvangen. De zender speelt vooral popmuziek en rock. Hierbij gaat om hits uit de jaren 80 tot nu.